# Francesco Della Monica
Francesco Della Monica (né le 23 juin 1960 à Vietri sul Mare en Campanie) est un footballeur italien, qui jouait au poste de milieu de terrain.

## Biographie
Formé par le club de la Juventus, il y fait ses débuts professionnels en 1976-77, jouant le premier match de sa carrière le 29 juin 1977 lors d'une victoire 2-1 contre le Lanerossi Vicence en coupe (pour ce qui reste son seul match avec la Juve).
Ensuite, il part rejoindre le club de Juniorcasale en Serie C, tout comme ses coéquipiers juventini tous formés par le club Plinio Serena et Maurizio Schincaglia. En 1979, il est acheté par le club de l'Avellino qui le cède directement au Cavese en Serie C1.
En 1980, il part rejoindre pour une année le club du Spezia Calcio avant d'ensuite rejoindre pour deux saisons le club du Forlì Calcio.
En 1983, il rejoint le club de la Cremonese avec qui il obtient une promotion en Serie B. En octobre 1984, il est vendu à l'Empoli. Avec les toscans, il parvient jusqu'en Serie A, et reste au total quatre saisons avec ce club.
En 1988, il signe avec le club du Brescia Calcio en Serie B, avant d'être acheté l'année suivante par Messine qui le vend immédiatement à la Salernitana.
À partir de 1990, il part terminer sa carrière en Serie C2 avec le Francavilla puis le Turris.
Au total, il a joué 42 matchs (pour un but) en Serie A et 104 matchs (pour 6 buts) en Serie B.